# بیدار در شهر
بیدار در شهر فیلمی به کارگردانی ایرج قادری، نویسندگی علیرضا داوودنژاد و تهیه‌کنندگی علی عباسی محصول سال ۱۳۵۵ است.

## بازیگران
- ایرج قادری
- مرتضی عقیلی
- روشنک صدر
- مهری لشکری
- پروین دولتشاهی
- ملیحه نصیری
- علی‌اکبر مهدوی‌فر
- اکبر جنتی شیرازی
- سارا
- ذبیح‌الله ذبیح‌پور
- نریمان شیری‌فرد
- مینو
- محمد حقدل

## خلاصه فیلم
نادر، پس از پایان تحصیلاتش در رشتهٔ پزشکی، از آمریکا به ایران می‌آید و تصمیم می‌گیرد مطبی در بالای شهر دایر کند. مادرش محترم خانم دوستانش را برای مداوا نزد پسرش می‌فرستد، و به زودی نادر از مداوای بیمارهای بی درد بالای شهر دل‌زده می‌شود و پس از آشنا شدن با رضا، که عمویش بیمار است، مطبی در جنوب شهر دایر می‌کند و مهری، نامزد رضا، را به عنوان منشی به کار می‌گیرد. نادر بیشتر وقتش را در مطب به مداوای بیماران فقیر و رسیدگی به رضا و مهری می‌گذارند. مهری به تدریج به نادر علاقه‌مند و به رضا بی اعتنا می‌شود.